# Haringey
Haringey

Vist i Greater London
| Status                | Bydel i London |
| Areal:                | 29,59 km²      |
| Befolkning:           | 225.124 (2002) |
| Befolkningstæthed:    | 7608 pr. km²   |
| ONS-kode:             | 00AP           |
| Adm. center:          | Wood Green     |
| Adm. grevskab:        | Greater London |
| Ceremonielt grevskab: | Greater London |
|                       |                |
| Region:               | Greater London |
|                       |                |

Haringey (officielt: The London Borough of Haringey) er en bydel i den nordlige del af det ydre London. Den blev oprettet i 1965 ved at kredsene Horney, Wood Green og Tottenham i Middlesex blev slået sammen.

## Steder i Haringey
- Bounds Green
- Crouch End
- Finsbury Park
- Harringay
- Highgate
- Hornsey
- Manor House
- Muswell Hill
- Noel Park
- Seven Sisters
- South Tottenham
- Stroud Green
- Tottenham
- Tottenham Green
- Tottenham Hale
- Turnpike Lane
- Wood Green

Parker og grønne områder tæller Finsbury Park, Alexandra Park, Highgate Wood, Coldfall Wood og Lee Valley Park.
51°36′00″N 0°06′43″V / 51.6°N 0.1119°V